# 長安 (元号)
長安（ちょうあん）は、武周の武則天の治世に使用された元号。701年 - 705年。

## 西暦・干支との対照表
| 長安 | 元年  | 2年   | 3年   | 4年   | 5年   |
| 西暦 | 701年 | 702年 | 703年 | 704年 | 705年 |
| 干支 | 辛丑  | 壬寅  | 癸卯  | 甲辰  | 乙巳  |

| 前の元号 大足 | 中国の元号 武周 | 次の元号 神龍 |